# Vahka
Il castello di Vahka o Vahga fu costruito dai Bizantini per controllare un passo attraverso i monti Anti-tauro.
È situato a 60 km a nord di Sis e 10 km a nord-est di Feke nella Provincia di Adana, in Turchia, ad un'altitudine di 1.250 metri, sulla riva destra del Göksu, un affluente del fiume Seyhan.
Il castello sorge su un ripido sperone roccioso di circa 187 x 30 m., che domina la zona; la costruzione segue la topografia irregolare della roccia.
Nelle vicinanze si trovava il Convento di Gasdaghôn, dove sono sepolti i Rupenidi.

## Storia
Quando gli eserciti dell'Islam conquistarono l'Armenia, dopo il 1071 la popolazione Armena fuggì sui monti e catturò il castello dai Bizantini. 
Durante l'ultimo decennio dell'XI secolo il figlio di Ruben I, Costantino sconfisse la guarnigione bizantina con uno stratagemma, conquistò Vahga e ne fece la sua residenza e capitale dalla quale imponeva tasse alle merci che viaggiavano da Laiazzo verso l'entroterra.
Vahka divenne un'importante piazzaforte della famiglia dei Rupenidi che più tardi saranno i sovrani del Regno armeno di Cilicia. 
Nel 1137 fu assediato da Giovanni Comneno, dopo aver resistito per qualche settimana il destino del castello fu deciso da un duello tra i campioni dei due schieramenti.
Costantino, lo sfidante armeno, fu sconfitto, il castello tornò sotto il controllo dell'Impero e, poco dopo, il principe Leone e due suoi figli furono catturati ed imprigionati a Costantinopoli.
Due anni dopo i Danishmendidi conquistarono Vahga per poi perderla attorno al 1145 quando fu ripresa dal figlio più giovane di Leone, Thoros, che era fuggito da Costantinopoli e iniziava la restaurazione del principato.
Nel 1275 il patriarca di Sis si rifugiò nel castello durante un'invasione dei Mamelucchi.
Più tardi passò nelle mani dei Mamelucchi e poi degli Ottomani.